# Pavol Šafranko
Pavol Šafranko (* 16. listopadu 1994, Svidník, Slovensko) je slovenský fotbalový útočník a reprezentant, od léta 2017 hráč dánského klubu Aalborg BK. Jeho oblíbeným fotbalistou je portugalský reprezentant Cristiano Ronaldo.

## Osobní
Pavol Šafranko má 6 sourozenců, z nichž starší bratr Ján Šafranko hrával fotbal na Slovensku na ligové úrovni a působil i v zahraničí. Pochází z národnostní menšiny Rusínů, vyznává pravoslaví. Absolvoval gymnázium s maturitou, rok strávil na FTVŠ na Prešovské univerzitě v Prešove, ale studium nedokončil, protože kolidovalo s vrcholovou kopanou.

## Klubová kariéra
Šafranko začal s fotbalem na hřišti své domovské obce Brusnica v okrese Stropkov. Po nástupu do základní školy pokračoval až do staršího dorostu v klubu MŠK Tesla Stropkov. V roce 2012 odešel do 1. FC Tatran Prešov, nejprve na hostování a o rok později na přestup. V dresu Tatranu debutoval v profesionálním fotbale. V září 2015 měl hostovat ve Spartaku Trnava, ale nakonec z toho sešlo.
V lednu 2016 (kdy hrál Tatran druhou ligu) odešel na hostování do prvoligového týmu ŠPORT Podbrezová. Chtěl jej trenér Marek Fabuľa, který ho vedl v dorostu Tatranu. V Podbrezové strávil celý kalendářní rok 2016.
V lednu 2017 přestoupil z Tatranu do DAC Dunajská Streda. V srpnu 2017 opět měnil adresu, po úspěšném vystoupení na evropském šampionátu U21 v Polsku se stěhoval do Dánska do klubu Aalborg BK. Zde se setkal s krajany Filipem Lesniakem a Jakubem Sylvestrem.

## Reprezentační kariéra
Pavol Šafranko se v roce 2015 stal členem slovenské mládežnické reprezentace U21.
Se slovenskou „jedenadvacítkou“ slavil v říjnu 2016 postup na Mistrovství Evropy 2017 v Polsku.

Trenér Pavel Hapal jej zařadil v červnu 2017 do 23členné nominace na šampionát v Polsku. V úvodním střetnutí slovenského týmu v základní skupině A proti domácímu Polsku vstřelil vítězný gól na konečných 2:1. Slovensku těsně unikl postup do semifinále.
V lednu 2017 jej trenér Ján Kozák nominoval do slovenské reprezentace složené převážně z ligového výběru pro soustředění ve Spojených arabských emirátech, kde mužstvo Slovenska čekaly přípravné zápasy s Ugandou a Švédskem. Debutoval 8. ledna v Abú Zabí proti Ugandě (porážka 1:3) a byl i u vysoké prohry 0:6 12. ledna proti Švédsku.